# 만경 두씨
만경 두씨(萬頃杜氏)는 전북특별자치도 김제시 만경읍을 본관으로 하는 한국의 성씨이다.

## 역사
시조(始祖) 두경녕(杜慶寧)은 송(宋) 태종 때 병부상서(兵部尙書)를 지냈다. 『두릉두씨세보(杜陵杜氏世譜)』에 의하면 그는 송(宋) 진종의 왕위 계승 문제에 관해 상소를 올려 직간하다가 진종에게 미움을 받아 소주자사(蘇州刺史)로 좌천되었다. 이에 아들인 중서사인(中書舍人) 두지건(杜之建)과 우습유(右拾遺) 두지봉(杜之逢) 형제를 데리고 정처 없이 배를 타고 바다를 건너가서 1004년(목종 7) 궁지현(宮池縣：지금의 전라북도 김제군 만경읍)에 표착하여 고려에 귀화하였다. 목종은 두경녕에게 우사관(右司官)의 벼슬을 내리고 궁지현을 식읍으로 하사한 후 두릉군(杜陵君)에 봉하였다. 궁지도는 당시 만경현(萬頃縣)에 속했던 섬이다. 시조 두경녕의 묘소는 전라북도 부안군 하서면 청호리 석불산에 있다.

## 인물
- 두수총 : 대도호부장군
- 두명라 : 보문각진사
- 두방 : 중서문하시랑
- 두경승(杜景升,? ∼ 1197년) : 고려 의종 때 공학군(控鶴軍)에 뽑혔다가 대정(隊正)이 되어 후덕전(厚德殿)의 견룡(牽龍)이 되었다. 정중부(鄭仲夫)의 난 때 무인들이 남의 재물을 약탈했으나 홀로 전문(殿門)을 지키면서 남의 재산을 범하지 않았다. 명종 초 산원(散員)이 되었다가 이의방(李義方)의 추천으로 내순검군지유(內巡檢軍指諭)가 되었으며, 뒤이어 낭장(郎將)이 되었다. 1173년(고려 명종 3) 김보당(金甫當)이 반란을 일으키자 남로선유사(南路宣諭使)가 되어 인심을 수습하고 뒤이어 장군이 되었으며, 서북면병마부사가 되어 창주(昌州 : 지금의 평안북도 창성)를 진수하였다. 이 때 서경유수 조위총(趙位寵)이 반란을 일으키자 개성으로 후퇴하였다가 다시 동로가발병마부사(東路加發兵馬副使)가 되어 고산(孤山)·선주(宣州 : 지금의 평안북도 선천)·맹주(孟州 : 지금의 평안남도 맹산)·무주(撫州 : 지금의 평안남도 덕천) 등지에서 무공을 세운 후 개성으로 개선하였다. 다시 후군총관사(後軍摠管使)가 되어 연주(漣州 : 지금의 평안남도 개천)에서 적을 크게 무찔렀다. 1176년에 윤인첨(尹鱗瞻)과 함께 서경을 공격해 함락시키고 조위총을 사로잡아 죽였다. 그 뒤, 서북면병마사가 되어 영청(永淸 : 지금의 평안남도 평원)을 진수했다. 이듬해 북로처치사(北路處置使)를 겸했고, 뒤이어 상장군·지어사대사(知御史臺事)에 올랐다. 1180년에 공부상서, 이듬해 호부상서, 1185년에 참지정사(參知政事), 1190년에 수태위(守太尉)가 되었다. 이듬해 판이부사(判吏部事)·수국사(修國史)가 되어 전주(銓注)를 맡았다. 뒤이어 평장사(平章事)가 되었다가 1193년 삼한후벽상공신(三韓後壁上功臣)이 되었으며, 다시 감수국사(監修國史)를 겸하였다. 이듬해이의민(李義旼)과 함께 문하시중이 되었다가 1196년에 중서령(中書令)이 되었다. 이듬해 새로 정권을 잡은 최충헌(崔忠獻)에 의해 자연도(紫燕島)로 귀양갔다가 울분에 피를 토하고 죽었다. 그러나 그가 금을 가지고 있어 그의 종이 도둑질하려고 은밀히 죽였다고도 전한다.[1]
- 두현 : 문하시랑평장사
- 두무지 : 병마절도사
- 두명철 : 평장사
- 두량필(杜良弼) : 조선 중기의 무신. 자는 인명(仁明), 호는 일송(逸松)이다. 병자호란 때에 인조가 청나라 군대를 피해 파천(播遷)함을 듣고 통곡한 뒤 병사를 모아 곧바로 남한산성(南漢山城) 인근으로 진격했다. 계략(計略)으로 적을 공격해 성과를 올렸고 후에 인조가 그 충의(忠義)를 가상히 여겨 도총관(都摠管)에 제수했다. 진무일등(振武一等)으로 공훈(功勳)이 내려졌다.

## 과거 급제자
만경 두씨는 조선시대 과거 급제자 3명을 배출하였다.
- 두기문(杜起文, 1571년~?, 만경 출신) : 무과 조선 선조(宣祖) 32년(1599) 기해(己亥) 정시(庭試) 병과(丙科) 54위
- 두제방(杜齊芳, 1598년~?, 김포 출신) : 무과 조선 인조(仁祖) 15년(1637) 정축(丁丑) 정축(丁丑) 별시(別試) 병과(丙科)
- 두진경(杜進慶, 1888년~?, 함흥 출신) : 생원시 조선 고종(高宗) 25년(1888) 무자(戊子) 식년시(式年試) 3등

## 집성촌
- 전북특별자치도 군산시
- 전북특별자치도 임실군
- 전북특별자치도 익산시